# Anirudh Ravichander
Anirudh Ravichander (in hindī अनिरुद्ध रविचंदर; in tamil அனிருத் ரவிச்சந்திரன்; Madras, 16 ottobre 1990) è un compositore e cantante indiano.

## Biografia
Ravichander ha studiato pianoforte al Trinity College of Music di Londra. Da adolescente ha fatto parte di una band carnatica fusion, con la quale ha vinto un concorso musicale presieduto dal compositore di Bollywood A. R. Rahman. È figlio dell'attore caratterista di Kollywood Ravi Raghavendra e della ballerina Lakshmi Ravichander, di cui ha preso il cognome: sua zia è Latha Rangachari, moglie della star di Kollywood Rajinikanth.
All'età di 21 anni è stato scelto da sua cugina, Aishwarya Rajinikanth, come compositore delle musiche del suo film d'esordio, 3 (2012): tra queste, la canzone Why This Kolaveri Di è diventata virale, raggiungendo i 50 milioni di visualizzazioni YouTube prima ancora dell'uscita del film e superando le 400 milioni in totale. Il successo del brano più ancora che del film ha proiettato Ravichander verso una prolifica carriera come compositore a Kollywood, spesso anche come cantante dei suoi brani.
Nel 2023 è stato pagato 100 milioni di rupie per le musiche di Javān, il suo esordio a Bollywood, diventando così il compositore più pagato dell'intera industria cinematografica indiana.

## Filmografia
- 3, regia di Aishwarya Rajinikanth (2012)
- Etirnīccal, regia di R. S. Durai Senthilkumar (2013)
- Vaṇakkam ceṉṉai, regia di Kiruthiga Udhayanidhi (2013)
- Vēlaiyillā paṭṭatāri, regia di Velraj (2014)
- Māṉ karate, regia di Krish Thirukumaran (2014)
- Katti, regia di A. R. Murugadoss (2014)
- Kākki caṭṭai, regia di R. S. Durai Senthilkumar (2014)
- Māri, regia di Balaji Mohan (2015)
- Nāṉum rowdy tāṉ, regia di Vignesh Shivan (2015)
- Vētāḷam, regia di Siva (2015)
- Taṅkamakaṉ, regia di Velraj (2015)
- Ram, regia di Sai Bharath (2016)
- Remō, regia di Bakkiyaraj Kannan (2016)
- Vēlaikkāraṉ, regia di Mohan Raja (2017)
- Vivēkam, regia di Siva (2017)
- Ajñātavāsi, regia di Trivikram Srinivas (2018)
- Tāṉā cērnta kūṭṭam, regia di Vignesh Shivan (2018)
- Kōlamāvu kōkilā, regia di Nelson (2018)
- Pēṭṭa, regia di Karthik Subbaraj (2019)
- Jersey, regia di Gowtam Tinnanuri (2019)
- Gang Leader, regia di Vikram Kumar (2019)
- Tarpār, regia di A. R. Murugadoss (2020)
- Love paṇṇa viṭṭuṭaṇum, episodio di Pāvak kataikaḷ, regia di Vignesh Shivan (2020)
- Master, regia di Lokesh Kanagaraj (2021)
- Doctor, regia di Nelson (2021)
- Beast, regia di Nelson (2022)
- Kātuvākkula reṇṭu kātal, regia di Vignesh Shivan (2022)
- Ṭāṉ, regia di Cibi Chakaravarthi (2022)
- Vikram, regia di Lokesh Kanagaraj (2022)
- Tirucciṟṟampalam, regia di Mithran R. Jawahar (2022)
- Jailer, regia di Nelson (2023)
- Javān, regia di Atlee (2023)
- Leo, regia di Lokesh Kanagaraj (2023)